# Северноафрички ној
Северноафрички ној (лат. Struthio camelus camelus) или црвеноврати ној је најраспрострањенија подврста нојева у западној и северној Африци.

## Опис
Северноафрички ној може да достигне висину од 2,74 m и тежину од 154 kg. Врат им је розе-црвене боје, перје код мужјака је црне и беле боје, док је код женке сиве боје.

## Распрострањеност
Ови нојеви су најраспрострањенија подврста; живе од Етиопије и Судана на истоку, преко Сахела, до Сенегала и Мауританије на западу. Раније су се могли наћи на северу до Египта и јужног Марока. У Азији, насељени северноафрички нојеви живе у саванама, полупустињама и равницама.